# 博罗县大榕树
大榕树，位于中华人民共和国广东省惠州市博罗县县影剧院门前，为一棵百年细叶榕。该地在20世纪上半叶，为博罗县革命家及群众宣传演讲的主要场所。1925年，黄埔军校学生军第二次东征，苏联军事顾问罗加觉夫曾在此演讲。1985年，列入博罗县第二批文物保护单位。